# Tekokota
Tekokota és un atol de les Tuamotu, a la Polinèsia Francesa. Està situat gairebé al mateix centre de l'arxipèlag, a 22 km al nord-est d'Hikueru, i pertany a la comuna d'Hikueru.

## Geografia
Amb una superfície total de només 2,1 km² (1 km² emergit i 1,1 km² d'esculls) és un dels atols més petits de l'arxipèlag. La llacuna interior de 5,1 km² té un pas navegable a l'oceà.
És deshabitada i visitada ocasionalment per la pesca i la recol·lecció de copra. No disposa d'infraestructures.

## Història
Va ser descobert, el 1774, per l'anglès James Cook. L'any següent, José de Andía el va anomenar Los Mártires, i Domingo Bonaechea, Isla del Peligro.